# Англо-французский договор (1890)
Англо-французский договор 1890 года — договор о разграничении сфер влияния и интересов Великобритании и Франции в Западной Африке и бассейне Индийского океана. Был заключен в условиях международной изоляции Франции и военной угрозы со стороны Германии, в результате чего Франция стремилась к сближению с Великобританией. По условиям договора Англия признавала французский протекторат над Мадагаскаром, а Франция — британский над Занзибаром. Также Великобритания закрепляла за собой территории по нижнему течению реки Нигер (будущая Нигерия). Договор, однако, полностью не урегулировал колониальные противоречия между Великобританией и Францией.

## Предыстория
Агрессивная колониальная экспансия Великобритании и Франции в Африке в 1880-х годах служила причиной локальных колониальных конфликтов и крайнего осложнения взаимоотношений обеих стран. Обострившаяся с 1887 года угроза военной агрессии со стороны Германии подтолкнула французское правительство к необходимости искать выход из международной изоляции, в которой оно находилось в это время (в частности, в том же 1887 году Бисмарк создал Средиземноморскую Антанту, в которую вошли Англия, Австро-Венгрия и Италия, стремившиеся закрепить свои интересы в Средиземноморье, и которая была направлена против Франции). В результате Франция стремилась к сотрудничеству, а если возможно, и к союзу с Россией. В то же время она пыталась урегулировать противоречия и улучшить отношения с Великобританией, особенно в аспекте обозначившегося в те годы англо-германского сближения.

## Переговоры
Министр иностранных дел Франции Александр Рибо начал переговоры с премьер-министром (и одновременно министром иностранных дел) Великобритании Робертом Солсбери. Во время секретных бесед с послом Великобритании в Париже Литтоном 26 июня 1890 года он заявил о заинтересованности Франции в свободном доступе к озеру Чад с западной стороны, в обмен он был готов согласиться на повторную оккупацию Великобританией Судана и признать британский протекторат над Занзибаром. Франция была гарантом его независимости по совместной декларации 1862 года, что было проигнорировано англичанами во время подписания Занзибарского договора с Германией; впоследствии Франция выразила протест Великобритании по этому поводу, в результате чего Солсбери был вынужден вступить в переговоры с послом Франции в Лондоне Ваддингтоном. Когда 8 июля был опубликован подробный текст англо-германского договора, гарантирующий свободный доступ и британцев, и немцев к Чаду с юга, Рибо стал ещё сильнее стремиться закрепить за Францией западные подступы к озеру. После того, как Солсбери не высказал никаких возражений насчёт этого условия, Рибо указал Ваддингтону настаивать на том, чтобы город Се стал северной границей британского влияния на Нигере и чтобы Франции была предоставлена максимальная зона влияния вокруг озера Чад.
Ваддингтон, однако, был убежден, что Британия и Германия никогда бы не признали французский контроль над всем периметром озера. Он также не оспаривал притязания британской Королевской Нигерской компании на влияние на султанат Сокото. При этом Ваддингтон придавал большое значение распространению французского влияния на излучину Нигера и, следовательно, французскому контролю над самим Нигером. Признание Се северным пределом британского влияния на Нигере было единственным пунктом, по которому он отказался идти на компромисс, и когда Солсбери попытался возразить, что договоры Нигерской компании распространяли её влияние далеко вверх по течению до Буррума, Ваддингтон сразу отверг это заявление. 30 июля Солсбери уступил по этому вопросу, и французский посол, со своей стороны, согласился с тем, что линия Се—Баруа должна быть скорректирована там, где это необходимо, чтобы включить территории Сокото в сферу деятельности Нигерской компании. Когда Рибо попытался добиться дополнительных уступок, посол заявил, что это были лучшие условия, которые было возможно получить от Великобритании. В обмен на незначительную для себя уступку в отношении Занзибара Франция получала и признание своего протектората над Мадагаскаром, и значительное расширение своего влияния на Западный Судан, и, что самое важное, сильную позицию для любого будущего раздела излучины Нигера.

## Подписание и условия
Результатом переговоров между Францией и Великобританией стало подписание 5 августа 1890 года договора (в форме двух деклараций), по которому Британия признавала в качестве рубежа сферы влияния Франции в Западной Африке линию Се—Баруа, проходящую в Сахаре через верхнее течение Нигера (включая Тимбукту) к озеру Чад в его северной части (эта линия приблизительно соответствует современной границе между Нигером и Нигерией). Франция признавала британской сферой влияния территории по нижнему течению реки Нигер и расположенные к югу от озера Чад — Борну и Сокото. Великобритания получила большую часть хаусанских эмиратов, Франция — только их северные окраины. По другим статьям этого договора Англия признавала французский протекторат над Мадагаскаром, а Франция — британский над островами Занзибар и Пемба.

## Значение и последствия
Канадский историк Александер Канья-Форстнер отмечает, что Франция переоценила степень британского влияния в регионе и позволила Солсбери получить гораздо лучшие условия, чем того предполагало фактическое положение Нигерской компании. Реальная сфера влияния компании не распространялась за пределы Буссы, и её договоры с Сокото были подложными. Однако французы были не в том положении, чтобы оспаривать их обоснованность. Сегу был пределом их контроля над верхним Нигером; на Нижнем Нигере вообще не было французского присутствия с тех пор, как Французская компания Экваториальной Африки и Сенегальская компания были проданы британскому колониальному бизнесмену Джорджу Голди в 1884 году.
По причине того, что англо-французский договор 1890 года носил компромиссный характер, его подписание не устранило колониальное соперничество между Великобританией и Францией. Окончательно границы между французскими и британскими владениями в Западной Африке после пограничного спора, инициированного Францией, будут урегулированы англо-французским соглашением 1898 года.